# Edward Bourchier (4e comte de Bath)
Edward Bourchier, 4e comte de Bath (baptisé le 1er mars 1590 – 31 mars 1636).

## Jeunesse
Il est né à Somerset le fils aîné et héritier de William Bourchier (3e comte de Bath) et de sa seconde épouse Elizabeth Russell, fille de Francis Russell (2e comte de Bedford) et de Margaret Long.
Il fait ses études au Caius College de Cambridge.

## Mariages et enfants
Il se marie deux fois :
- Le 14 juillet 1623[1] à sa cousine Dorothy St John (décédée le 20 août 1632)[1] fille d'Oliver St John, 3e baron St John de Bletso par sa femme Dorothy Read[3] fille et héritière de John Rede[1]. De sa femme, il a un fils décédé en bas âge et décédé avant son père, et trois filles survivantes, cohéritières éventuelles des domaines Bourchier, mais pas du comté, lorsque son cousin et héritier mâle Henry Bourchier, 5e comte de Bath meurt sans enfant en 1654[4]:
  - John Bourchier, dit Lord FitzWarin (21 janvier 1630 - octobre 1631), fils et héritier présomptif, est mort en bas âge à l'âge d'un an et est décédé avant son père[5]
  - Elizabeth Bourchier (1626 - 22 septembre 1670), qui épouse Basil Feilding (2e comte de Denbigh), sans enfants.
  - Dorothy Bourchier (1627–1659), qui épouse Thomas, Lord Grey de Groby et est la mère de Thomas Grey (2e comte de Stamford) ; puis Gustavus Mackworth, par qui elle a des enfants[6]
  - Anne Bourchier (1631–?), qui épouse James Cranfield, 2e comte de Middlesex (1621–1651), dont les deux filles meurent jeunes[6]; puis Chichester Wray, 3e baronnet (1628-1668), de Trebeigh dans la paroisse de St Ive, Cornouailles et de North Russell dans la paroisse de Sourton, Devon, dont les descendants, à la mort du 5e comte de Bath en 1654, héritent du siège principal Bourchier de Tawstock.
- En 1633, à Ann Lovett, fille de Robert Lovett de Liscombe dans la paroisse de Soulbury dans le Buckinghamshire, par sa femme, Anne Saunders, fille de Richard Saunders de Dinton[1]. Sans enfants. Elle survit à son mari et se remarie avec Baptiste Noel (3e vicomte Campden) (1611–1682)[5].

## Sources
- Cokayne, The Complete Peerage, nouvelle édition, Vol II, pp. 15–19, comté de Bath.